# Svensson, Svensson – filmen
Svensson, Svensson – filmen är en svensk komedifilm från 1997 i regi av Björn Gunnarsson med Allan Svensson och Suzanne Reuter i huvudrollerna. Filmen hade svensk premiär den 19 december 1997.

## Handling
I det sena 1990-talets Sverige lever den stolte brevbäraren Gustav Svensson i Vivalla ett stillsamt och förutsägbart liv, något som han själv inte har något emot. Hustrun Lena arbetar vid det lokala bankkontoret, där hon ständigt måste reda upp affärerna åt de välmenande men inkompetenta kollegorna Maja, Roland och Sten. När lokalkontoret får besök av Sam Liljestål från Sparbankens huvudkontor blir Lena erbjuden nytt arbete i Stockholm, som emellertid innebär att hon måste pendla, bo hos sina föräldrar under veckorna och bara kan komma hem över helgerna. Lena, som känner sig instängd i det sömniga Vivalla och vill prova något nytt, tar erbjudandet utan att först rådgöra med familjen. Familjefadern Gustav blir förskräckt och betraktar Lenas beslut som splittring av familjen, som för Gustav är lika helig som brevbäraryrket. Utom Lenas vetskap säljer han huset och tar barnen Lina och Max med sig till huvudstaden utan en tanke på nytt boende.
Familjen tvingas inledningsvis bo hos Lenas rika föräldrar Artur och Marianne Lindholm, men Gustav, som är rädd för svärfadern och snabbt tröttnar på svärmoderns krav på vikta handdukar, okristligt tidiga morgnar och sockerfria flingor, köper, än en gång utom Lenas vetskap, ett nytt hus åt familjen, som är i det närmaste identiskt med det gamla. Medan Lena och Sam nästan dukar under av stress under den krävande direktör Jakob Ridderwall på banken får Gustav snabbt nytt arbete i huvudstaden. På väg till ett möte med personalchefen, direktör Ulf Zetterberg, förväxlas han med en försenad professor med samma namn som han själv, vilket slutar med att han håller ett uppskattat tal om personalutveckling inför det nya årtusendet, med egna ledord kopplade till grundläggande behov, där obligatoriska mjukglassmaskiner, ett eget fotbollslag och en studieresa till Gustavs idol Georg ”Åby” Ericsons föräldrahem ingår.
Övriga anställda, i synnerhet direktör Folke Nordström, är misstänksamma, men den överentusiastiske Zetterberg blir genast förtjust i Gustav, som så småningom får hand om 20 miljoner kronor avsett för Postens utvecklingsprogram. Medan Gustav ivrigt påhejas av Zetterberg i minsta sak blir Lena snart varse att Sam Liljestål bara har utnyttjat henne för att själv kunna klättra på karriärstegen. Det visar sig att Sam har fört Ridderwall bakom ljuset och fått honom att tro att han själv ensam ligger bakom ett snabbt utarbetat kontrakt, som Ridderwall i själva verket mest har Lena att tacka för. Tiden går och Gustav uppvaktas alltmer av representanter för näringslivet, får följa med på golfrundor och fester på skärgårdsbåtar och blir till och med ombedd att skriva en bok om sina idéer. Gustav får snart hybris, säljer Postens hela datasystem till ett företag i Estland och får sparken. Samtidigt får Ridderwall nys om Sams förehavanden och erbjuder Lena dennes tilltänkta topposition som direktör för bankens kontor i London, med en lön som hon själv får bestämma, men vid det laget har Lena börjat sakna Vivalla och struntar därför i erbjudandet. Familjen återvänder hem och återgår till sitt gamla liv.

## Om filmen
Filmen spelades in under sommaren 1997 i Stockholm och på Uppsalas järnvägsstation. Den bygger på den populära komediserien Svensson, Svensson som visades i Sveriges Television 1994 och 1996. I långfilmen spelar Sten Ljunggren och Gun Arvidsson Lenas föräldrar, här med namnen Artur och Marianne. I serien, i avsnitt sju i första säsongen, spelades de av Stig Ossian Ericson och Fillie Lyckow och heter då Einar respektive Dagmar.

## Rollista (urval)
- Allan Svensson – Gustav Svensson
- Suzanne Reuter – Lena Svensson
- Chelsie Bell Dickson – Lina Svensson
- Gabriel Odenhammar – Max Svensson
- Gun Arvidsson – Marianne Lindholm, Lenas mor
- Sten Ljunggren – Artur Lindholm, Lenas far
- Johan H:son Kjellgren – Sam Liljestål, tjänsteman på Sparbanken i Stockholm
- Jonas Falk – direktör Ulf Zetterberg, personalchef på Posten i Stockholm
- Kristina Törnqvist – Madeleine, sekreterare på Sparbanken i Stockholm
- Lars Amble – direktör Jakob Ridderwall, chef på Sparbanken i Stockholm
- Maria Lundqvist – Maja, anställd på Sparbanken i Vivalla
- Sten Elfström – Sten, anställd på Sparbanken i Vivalla
- Niklas Falk – Roland, anställd på Sparbanken i Vivalla
- Krister Henriksson – direktör Folke Nordström, chef på Posten i Stockholm
- Lil Terselius – Postchefen i Stockholm
- Fredrik Dolk – Göran Forslund, Gustavs och Lenas granne
- Anna Lindholm – Annika Forslund, Görans fru
- Albin Holmberg – Jesper, Linas pojkvän i Vivalla
- Joakim Croneström – Fredrik, Linas pojkvän i Stockholm
- Anders Beckman – Erik, konferencieren på konferensen
- Göran Ragnerstam – Man i fotbollspubliken i Vivalla
- Carl Kjellgren – Börje, gokart-tränaren
- Barbro Kollberg – Tant Greta
- Staffan Kihlbom – Vakt på Sparbanken i Stockholm
- Lars Dejert – Holmberg, postkollegan i Stockholm
- Lilian Johansson – Receptionist på Posten i Stockholm
- Per Munters – Barnkalaspappa i Vivalla
- Staffan Dopping – Sig själv
- Birgitta Söderström – Birgitta Holmlund, riksbankschef i Stockholm

### Fotnoter
1. ↑  ”Svensson Svensson – filmen”. Svensk filmdatabas. 19 december 1997. http://www.sfi.se/sv/svensk-filmdatabas/Item/?itemid=33920&type=MOVIE&iv=Basic. Läst 21 september 2016.